# براندان فولر
براندان فولر (بالإنجليزية: Brendan Fowler)‏ هو مغني أمريكي، ولد في 24 مارس 1978.

## وصلات خارجية
- براندان فولر على موقع ميوزك برينز (الإنجليزية)
- براندان فولر على موقع أول ميوزيك (الإنجليزية)
- براندان فولر على موقع ديسكوغز (الإنجليزية)